# ألفان فيشر
ألفان فيشر (بالإنجليزية: Alvan Fisher) هو رسام أمريكي، ولد في 9 أغسطس 1792 في نيدهام في الولايات المتحدة، وتوفي في 13 فبراير 1863 في ديدام في الولايات المتحدة.

## معرض صور

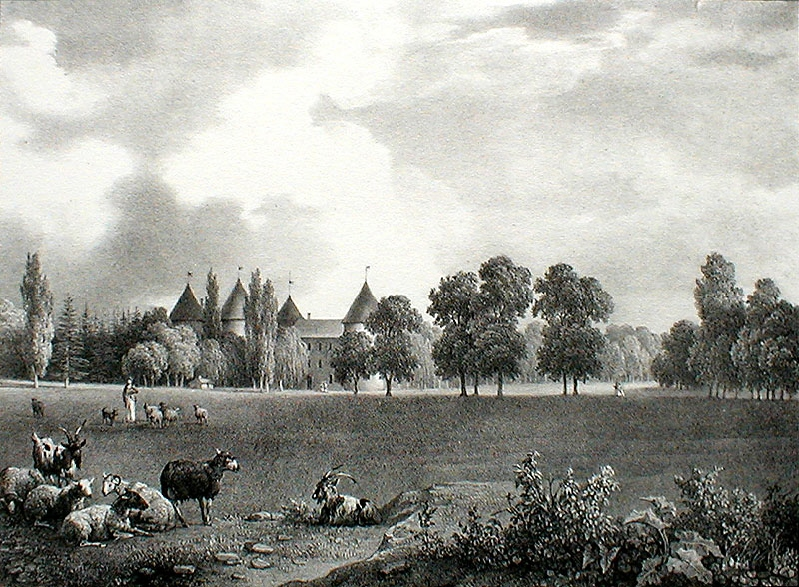
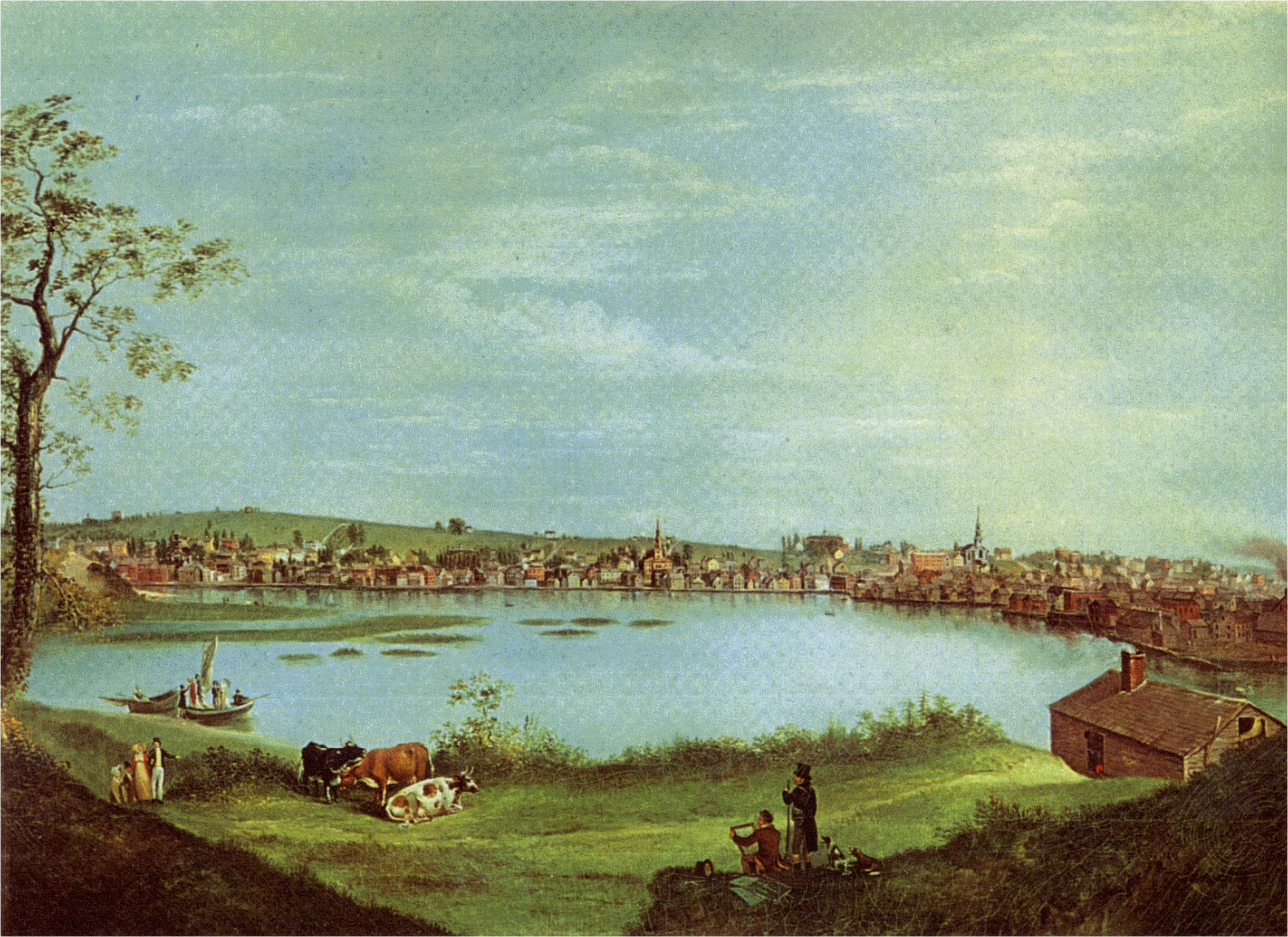
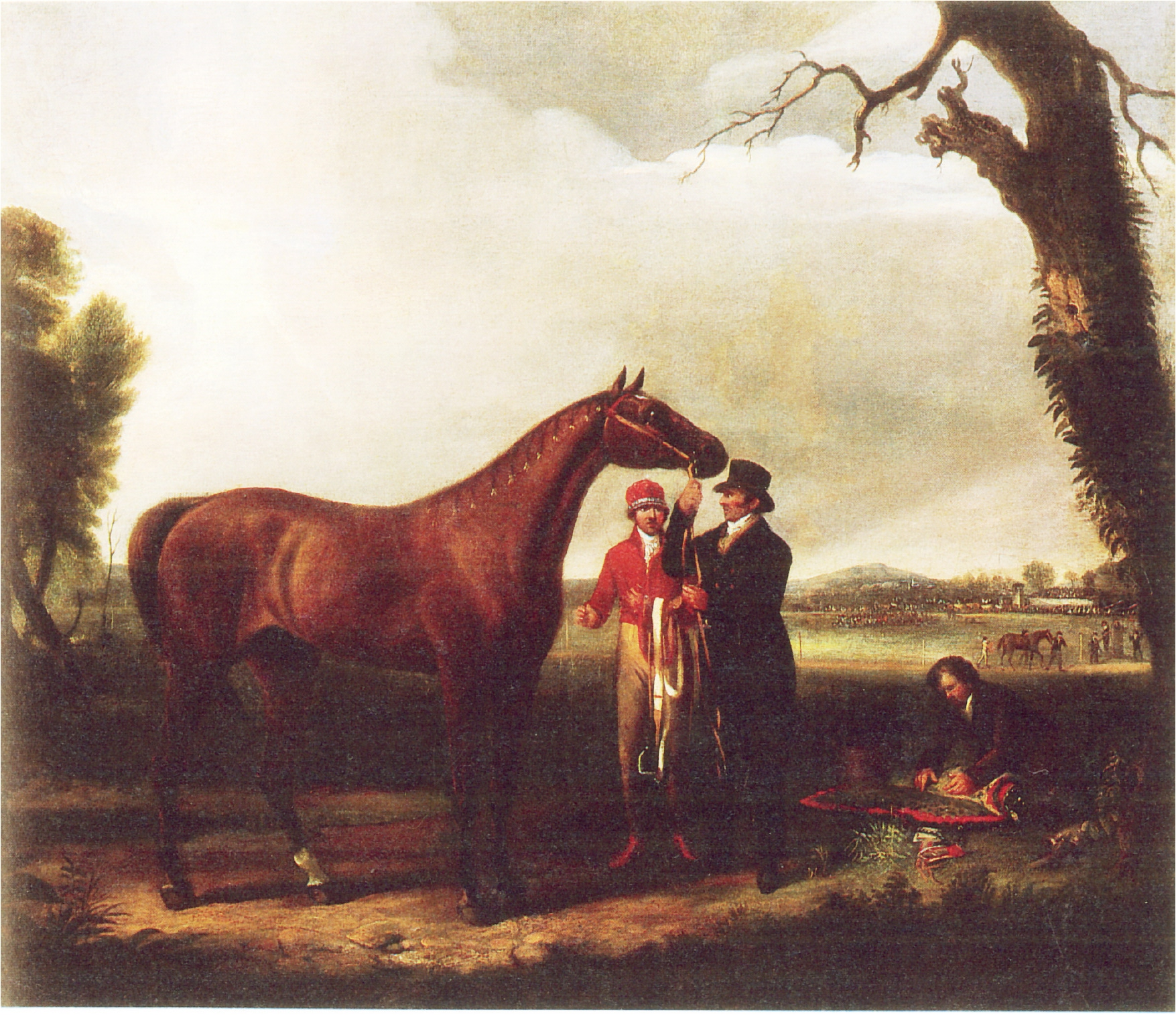
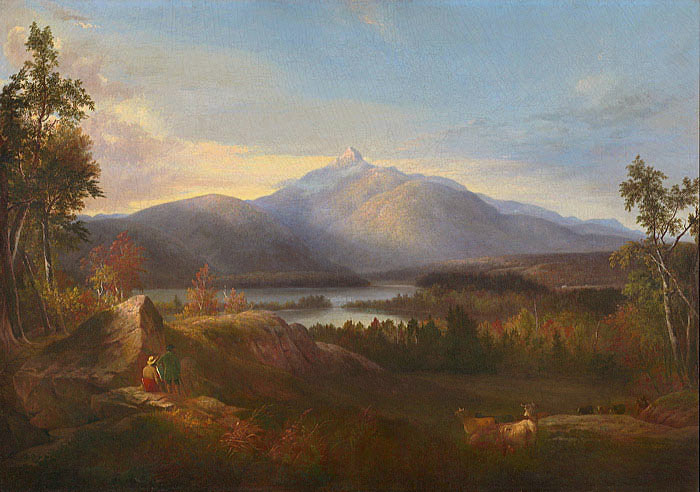